# The Halcyon Days Tour
The Halcyon Days Tour es la segunda gira de conciertos de la cantante y compositora inglesa de Ellie Goulding, en promoción al segundo álbum de estudio, Halcyon y su reedición Halcyon Days. La gira empezó en cuando el 7 de diciembre de 2012, donde en nueve días Ellie se embarcaría por el Reino Unido dando conciertos como parte del promoción del álbum, comenzando en Bristol y terminando el 18 de diciembre de 2012 en Southampton. 
El nombre oficial de la gira, The Halcyon Days Tour, se dio a conocer el 22 de octubre de 2012, junto con las fechas de América del Norte, comenzando en Miami Beach, Florida, el 16 de enero de 2013 y añadiendo fechas europeas adicionales que siguieron el 15 de noviembre de 2012.  Otras diez fechas adicionales del Reino Unido fueron anunciadas para el invierno, a partir del 3 de octubre de 2013 en el O2 Academy Sheffield, y terminando el 18 de octubre de 2013 en el O2 Apollo Manchester. Todos los espectáculos se agotaron, y debido a la gran demanda se añadieron tres conciertos de arena para marzo de 2014, con shows en Capital FM Arena de Nottingham, Liverpool Echo Arena y el O2 Arena, Londres.
El 20 de febrero de 2013, Goulding fue anunciada como el acto de apoyo en la selección de la fecha norteamericanas de la gira de Bruno Mars, The Moonshine Jungle Tour en julio y agosto de 2013.

## Teloneros
- Yasmin
- Sons & Lovers
- St. Lucia (Norteamérica)
- Charli XCX (Reino Unido)
- Chöle Howl

## Lista de canciones
| - 1. Don't Say a Word - 2. Halcyon - 3. Figure 8 - 4. Hanging On (contiene elementos de «Wonderman») - 5. Salt Skin - 6. My Blood - 7. JOY - 8. Explosions - 9. Guns and Horses (versión acústica) - 10. I Know You Care - 11. Only You - 12. Under the Sheets - 13. Anything Could Happen - 14. Without Your Love - 15. Animal - 16. Lights Encore: - 17. Your Song - 18. Starry Eyed |

| - 1. Figure 8 - 2. Ritual - 3. Goodness Gracious - 4. Animal - 5. Starry Eyed - 6. Stay Awake - 7. Tessellate // Climax // Guns and Horses - 8. Your Song - 9. How Long Will I Love You? (Interluido de Piano) - 10. The Writer - 11. Explosions - 12. My Blood - 13. Bad Girls // Salt Skin - 14. Only You - 15. This Love (Will Be Your Downfall) - 16. Anything Could Happen - 17. I Need Your Love - 18. Lights Encore: - 19. You My Everything - 20. Burn |

## Fechas del Tour
| Fecha                   | Ciudad         | País           | Lugar                      |
| ----------------------- | -------------- | -------------- | -------------------------- |
| Europa[1]               |                |                |                            |
| 7 de diciembre de 2012  | Bristol        | Inglaterra     | O2 Academy Bristol         |
| 8 de diciembre de 2012  | Liverpool      | Inglaterra     | O2 Academy Liverpool       |
| 11 de diciembre de 2012 | Nottingham     | Inglaterra     | Rock City                  |
| 12 de diciembre de 2012 | Londres        | Inglaterra     | Brixton Academy            |
| 13 de diciembre de 2012 | Glasgow        | Escocia        | O2 Academy Glasgow         |
| 15 de diciembre de 2012 | Leeds          | Inglaterra     | O2 Academy Leeds           |
| 16 de diciembre de 2012 | Birmingham     | Inglaterra     | O2 Academy Birmingham      |
| 17 de diciembre de 2012 | Manchester     | Inglaterra     | Manchester Academy         |
| 18 de diciembre de 2012 | Southampton    | Inglaterra     | Southampton Guildhall      |
| Norte América[2][6]     |                |                |                            |
| 16 de enero de 2013     | Miami Beach    | Estados Unidos | The Fillmore Miami Beach   |
| 17 de enero de 2013     | Hollywood      | Estados Unidos | Hard Rock Live             |
| 18 de enero de 2013     | Atlanta        | Estados Unidos | The Tabernacle             |
| 20 de enero de 2013     | Silver Spring  | Estados Unidos | The Fillmore Silver Spring |
| 21 de enero de 2013     | Nueva York     | Estados Unidos | Terminal 5                 |
| 22 de enero de 2013     | Nueva York     | Estados Unidos | Terminal 5                 |
| 23 de enero de 2013     | Boston         | Estados Unidos | House of Blues             |
| 25 de enero de 2013     | Philadelphia   | Estados Unidos | Electric Factory           |
| 26 de enero de 2013     | Montreal       | Canadá         | Métropolis                 |
| 28 de enero de 2013     | Royal Oak      | Estados Unidos | Royal Oak Music Theatre    |
| 29 de enero de 2013     | Chicago        | Estados Unidos | Aragon Ballroom            |
| 30 de enero de 2013     | St. Louis      | Estados Unidos | The Pageant                |
| 1 de febrero de 2013    | Denver         | Estados Unidos | Ogden Theater              |
| 2 de febrero de 2013    | Salt Lake City | Estados Unidos | The Depot                  |
| 4 de febrero de 2013    | Seattle        | Estados Unidos | Showbox SoDo               |
| 5 de febrero de 2013    | Vancouver      | Canadá         | Commodore Ballroom         |
| 6 de febrero de 2013    | Portland       | Estados Unidos | Crystal Ballroom           |
| 8 de febrero de 2013    | Oakland        | Estados Unidos | Fox Oakland Theatre        |
| 9 de febrero de 2013    | Los Angeles    | Estados Unidos | The Wiltern                |
| 12 de febrero de 2013   | Los Angeles    | Estados Unidos | Hollywood Palladium        |
| Asia[6]                 |                |                |                            |
| 26 de febrero de 2013   | Singapur       | Singapur       | Esplanade Concert Hall     |
| Europa[3][6]            |                |                |                            |
| 6 de abril de 2013      | Belfast        | Irlanda        | Waterfront Hall            |
| 7 de abril de 2013      | Dublin         | Irlanda        | Olympia Theatre            |
| 9 de abril de 2013      | Amsterdam      | Netherlands    | Paradiso                   |
| 10 de abril de 2013     | Copenhagen     | Denmark        | Vega Main Hall             |
| 12 de abril de 2013     | Oslo           | Norway         | Rockefeller Music Hall     |
| 13 de abril de 2013     | Estocolmo      | Sweden         | Strand                     |
| 15 de abril de 2013     | Helsinki       | Finland        | Tavastia Club              |
| 16 de abril de 2013     | Tallinn        | Estonia        | Rock Cafe                  |
| 17 de abril de 2013     | Riga           | Letonia        | Palladium Riga             |
| 18 de abril de 2013     | Vilnius        | Lithuania      | Loftas                     |
| 20 de abril de 2013     | Varsovia       | Poland         | Stodoła                    |
| 21 de abril de 2013     | Praga          | Czech Republic | SaSaZu                     |
| 23 de abril de 2013     | Bratislava     | Slovakia       | Ateliér Babylon            |
| 24 de abril de 2013     | Milán          | Italy          | Magazzini Generali         |
| 25 de abril de 2013     | Vienna         | Austria        | WUK                        |
| 27 de abril de 2013     | Berlin         | Germany        | Postbahnhof                |
| 28 de abril de 2013     | Munich         | Germany        | Theatrefabrik              |
| 29 de abril de 2013     | Cologne        | Germany        | Essigfabrik                |
| 1 de mayo de 2013       | Bruselas       | Belgium        | Ancienne Belgique          |
| 2 de mayo de 2013       | Paris          | France         | Le Bataclan                |
| 3 de mayo de 2013       | Luxemburgo     | Luxemburgo     | Den Atelier                |
| 4 de mayo de 2013       | Zürich         | Switzerland    | Härterei Club              |
| Reino Unido             |                |                |                            |
| 3 de octubre de 2013    | Sheffield      | England        | O2 Academy                 |
| 4 de octubre de 2013    | York           | England        | York Barbican              |
| 5 de octubre de 2013    | Wolverhampton  | England        | Wolverhampton Civic Hall   |
| 7 de octubre de 2013    | Newcastle      | England        | O2 Academy                 |
| 8 de octubre de 2013    | Edinburgh      | Scotland       | Usher Hall                 |
| 10 de octubre de 2013   | Cardiff        | Wales          | Cardiff University         |
| 11 de octubre de 2013   | Manchester     | England        | O2 Apollo                  |
| 12 de octubre de 2013   | Southampton    | England        | Southampton Guildhall      |
| 16 de octubre de 2013   | Londres        | England        | Hammersmith Apollo         |
| 18 de octubre de 2013   | Mánchester     | England        | O2 Apollo                  |
| Arenas de Reino Unido   |                |                |                            |
| 5 de marzo de 2014      | Nottingham     | England        | Capital FM Arena           |
| 8 de marzo de 2014      | Liverpool      | England        | Echo Arena 2               |
| 9 de marzo de 2014      | Londres        | England        | The O2                     |
| Asia                    |                |                |                            |
| 12 de agosto de 2014    | Hong Kong      | Hong Kong      | Star Hall                  |

## Personal

### Banda
- Ellie Goulding – cantante principal, guitarra, batería
- Christian Ketley – guitarra, teclado, midi fighter
- Maxwell Cooke – teclado
- Joe Clegg – batería
- Simon Francis – guitarra

- Datos: Q24909007